# ألبرتو كروز
ألبرتو كروز (بالإنجليزية: Alberto Cruz)‏ (10 يوليو 1971 الولايات المتحدة الولايات المتحدة - ) هو لاعب كرة قدم أمريكي يلعب كلاعب وسط.